# Hard to Get
Hard to Get (bra: Difícil de Apanhar) é um filme estadunidense de 1939, do gênero comédia romântica, dirigido por Ray Enright, e estrelado por Dick Powell e Olivia de Havilland. O roteiro de Jerry Wald, Maurice Leo e Richard Macaulay foi baseado no conto "Stuffed Shirt" (1932), de Stephen Morehouse Avery.
A trama retrata uma jovem e mimada herdeira que tenta conseguir um pouco de gasolina no posto de um estabelecimento e é forçada pelo atendente a pagar sua conta arrumando camas e limpando quartos.

## Sinopse
Margaret "Maggie" Richards (Olivia de Havilland) é uma herdeira mimada que, ao esquecer sua bolsa, pensa que pode abastecer seu carro simplesmente mencionando seu pai rico, Ben (Charles Winninger). Mas o funcionário do posto de gasolina, Bill Davis (Dick Powell), não aceita a barganha da moça e a faz trabalhar no estabelecimento para pagar sua dívida. Determinada a se vingar, Maggie engana Bill fazendo-o pensar que Ben pode ajudá-lo financiando seu sonho de construir um motel, mesmo tendo em mente a confusão que isso trará.

## Elenco
- Dick Powell como Bill Davis
- Olivia de Havilland como Margaret "Maggie" Richards
- Charles Winninger como Ben Richards
- Allen Jenkins como Roscoe
- Bonita Granville como Connie
- Melville Cooper como Case
- Isabel Jeans como Sra. Richards
- Grady Sutton como Stanley Potter
- Thurston Hall como Atwater
- John Ridgely como Burke
- Penny Singleton como Hattie
- Granville Bates como Juiz Harkness
- Jack Mower como Schaff

## Trilha sonora
1. "You Must Have Been a Beautiful Baby" (escrita por Harry Warren & Johnny Mercer) – tocada durante os créditos de abertura e encerramento, cantada por Dick Powell
2. "There's a Sunny Side to Every Situation" (escrita por Harry Warren & Johnny Mercer) – cantada à capela por Dick Powell
3. "Love Is Where You Find It" (escrita por Harry Warren)
4. "Sonny Boy" (escrita por Ray Henderson, Buddy G. DeSylva & Lew Brown) – cantada por Dick Powell em blackface
5. "Put That Down in Writing" (cantada por Harry Warren)

## Homenagens
A canção "You Must Have Been a Beautiful Baby", apresentada no filme, foi indicada para a lista "100 Anos...100 Canções" (2004), do Instituto Americano de Cinema.